# Parafia św. Bartłomieja w Chełmoniu
Parafia Świętego Bartłomieja w Chełmoniu – parafia rzymskokatolicka, znajdująca się w diecezji toruńskiej, w dekanacie Kowalewo Pomorskie.

## Zasięg parafii
Do parafii należą wierni z miejscowości: Chełmonie, Chełmoniec, Elgiszewo, Franksztyn, Leśno, Lipienica, Szewa. 